# Dolley Madison

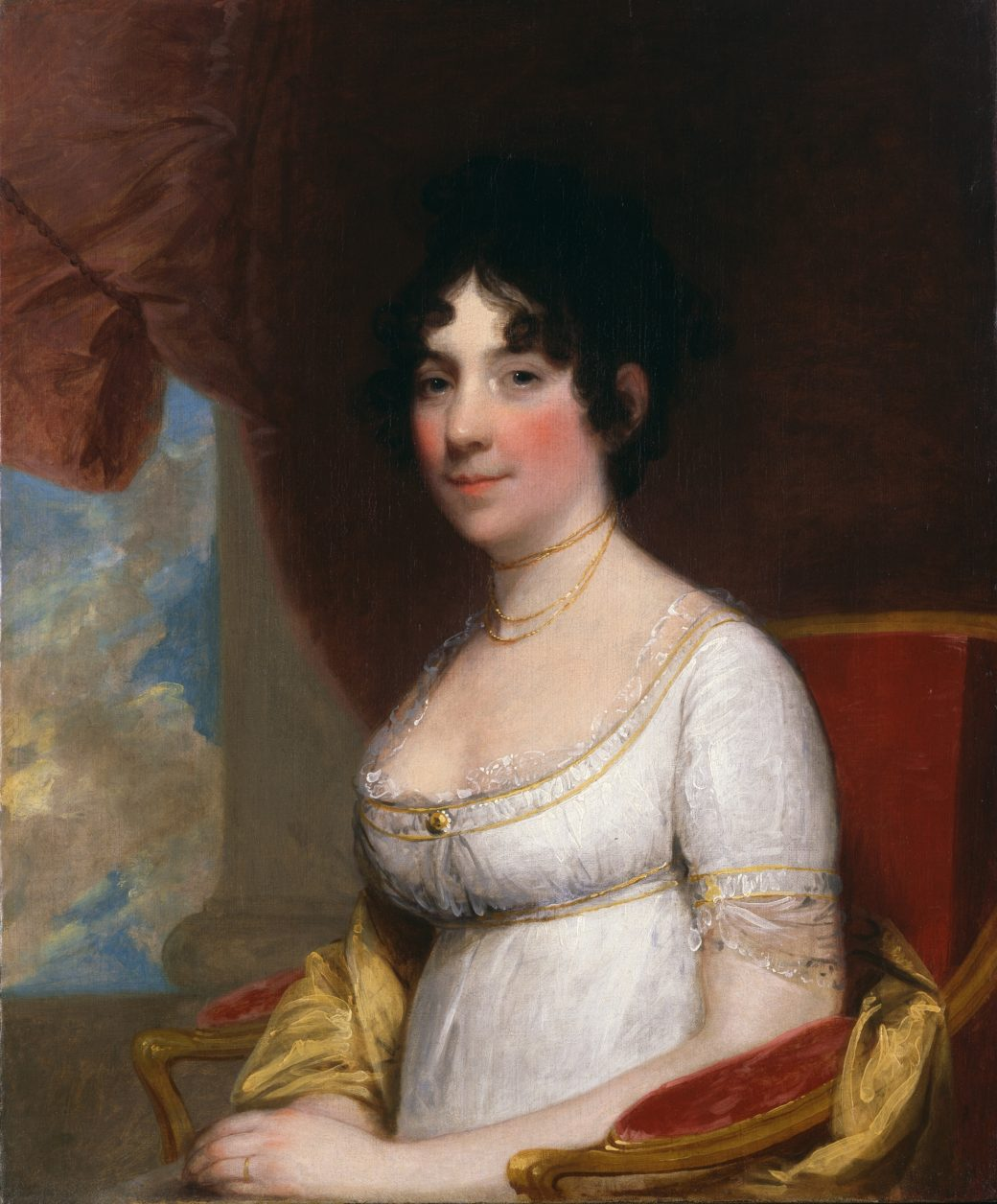
Dolley Madison. Gemälde von Gilbert Stuart, 1804. Heute im Weißen Haus, Washington D. C.

Dolley Payne Todd Madison (* 20. Mai 1768 in New Garden, Guilford County, Province of North Carolina; † 12. Juli 1849 in Washington, D.C.) war die Ehefrau des US-Präsidenten James Madison und damit First Lady der Vereinigten Staaten von 1809 bis 1817 – wobei diese Bezeichnung erst sehr viel später in Gebrauch kam.

## Namensschreibweise
Sie wurde wohl „Dollie“ getauft, aber ihre Geburt wurde bei der Quäkergemeinde mit der Schreibweise „Dolley“ registriert, während sie sich in ihrem Testament „Dolly“ nannte.

## Leben
Sie war die Tochter der Mary Coles und deren Ehemannes John Payne, der Plantagenbesitzer war. Ihre Eltern waren Quäker. Ihre Schwester Anna heiratete den Politiker Richard Cutts. Dolley verbrachte ihre Kindheit auf der elterlichen Plantage in Virginia, bis ihr Vater 1783 seine Sklaven freiließ, die Plantage verkaufte und mit Frau und sieben Kindern nach Philadelphia zog. Dort begann er einen Stärke-Handel, ging jedoch 1789 pleite und wurde aus der Quäker-Gemeinde ausgeschlossen. Seine Witwe betrieb eine Pension.
Am 7. Januar 1790 heirateten Dolley und der Quäker und Rechtsanwalt John Todd jr. (1764–1793) in Philadelphia. Das Paar hatte zwei Söhne, John Payne Todd (1792–1852) und William Temple Todd (Kindstod 1793). Dolleys Ehemann und ihr jüngerer Sohn starben beide bei einer Gelbfieber-Epidemie.
Aaron Burr stelle sie dem 43-jährigen James Madison vor, und Dolley Todd und Madison heirateten am 14. September 1794. Die Hochzeit fand auf einer Plantage in Virginia statt. James war Mitglied der Episkopalkirche, und Dolley wurde daher aus der Gemeinde der Quäker ausgeschlossen. Das Paar hatte keine Kinder. 1797 zog das Paar auf Madisons Plantage Montpelier. 1801 zogen sie nach Washington, und Dolley wurde eine wichtige Gesellschaftsdame. Nach der Wahl ihres Gatten zum Präsidenten hielt sie formelle Abendgesellschaften ab, bei denen sie am Kopf der Tafel saß. Sie importierte Mode aus Paris und schien vielen Republikanern zu aristokratisch. 1817 zog das Paar zurück nach Montpelier, wo James starb und Dolley bis 1837 lebte.
Nach dem Tod ihres Mannes im Jahr 1836 lebte Dolley Madison vom November 1837 mit einer Unterbrechung zwischen 1839 und 1843 bis zu ihrem Tod im Juli 1849 im sogenannten Cutts-Madison House am Madison Place in Washington, zusammen mit Anne Cutts. Sie musste Montpelier und ihre Sklaven verkaufen, um die Schulden ihres Sohnes zu begleichen, wie auch die Briefe und Unterlagen ihres Gatten.

## Rezeption
Der Film Die wunderbare Puppe (1946) von Frank Borzage schildert mit zahlreichen historischen Freiheiten  Dolley Madisons Leben.